# Dorćol

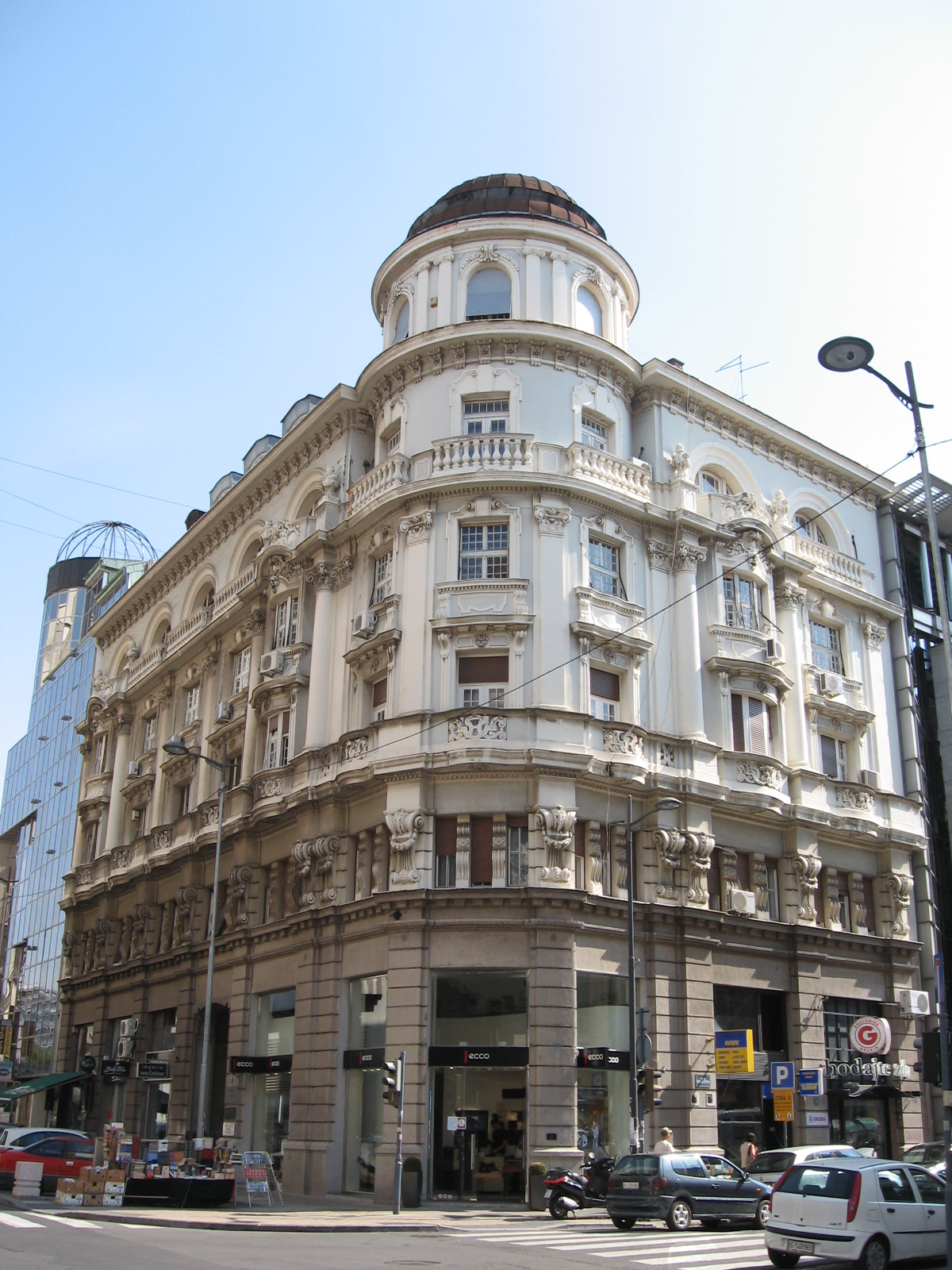
Rohová budova na Dorćolu

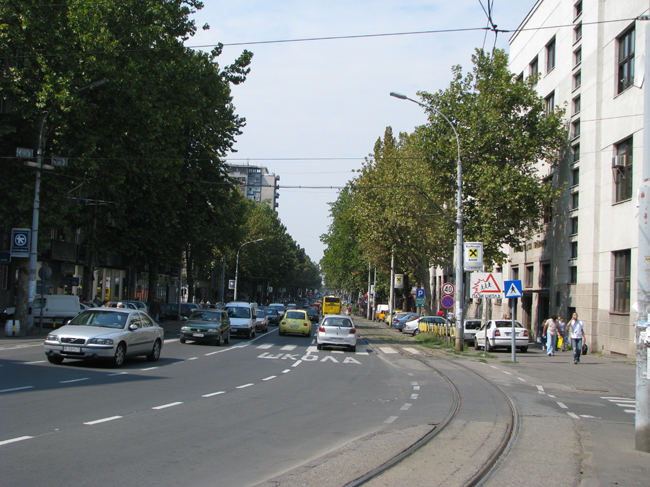
Ulice Cara Dušana, která tvoří osu Dorćolu

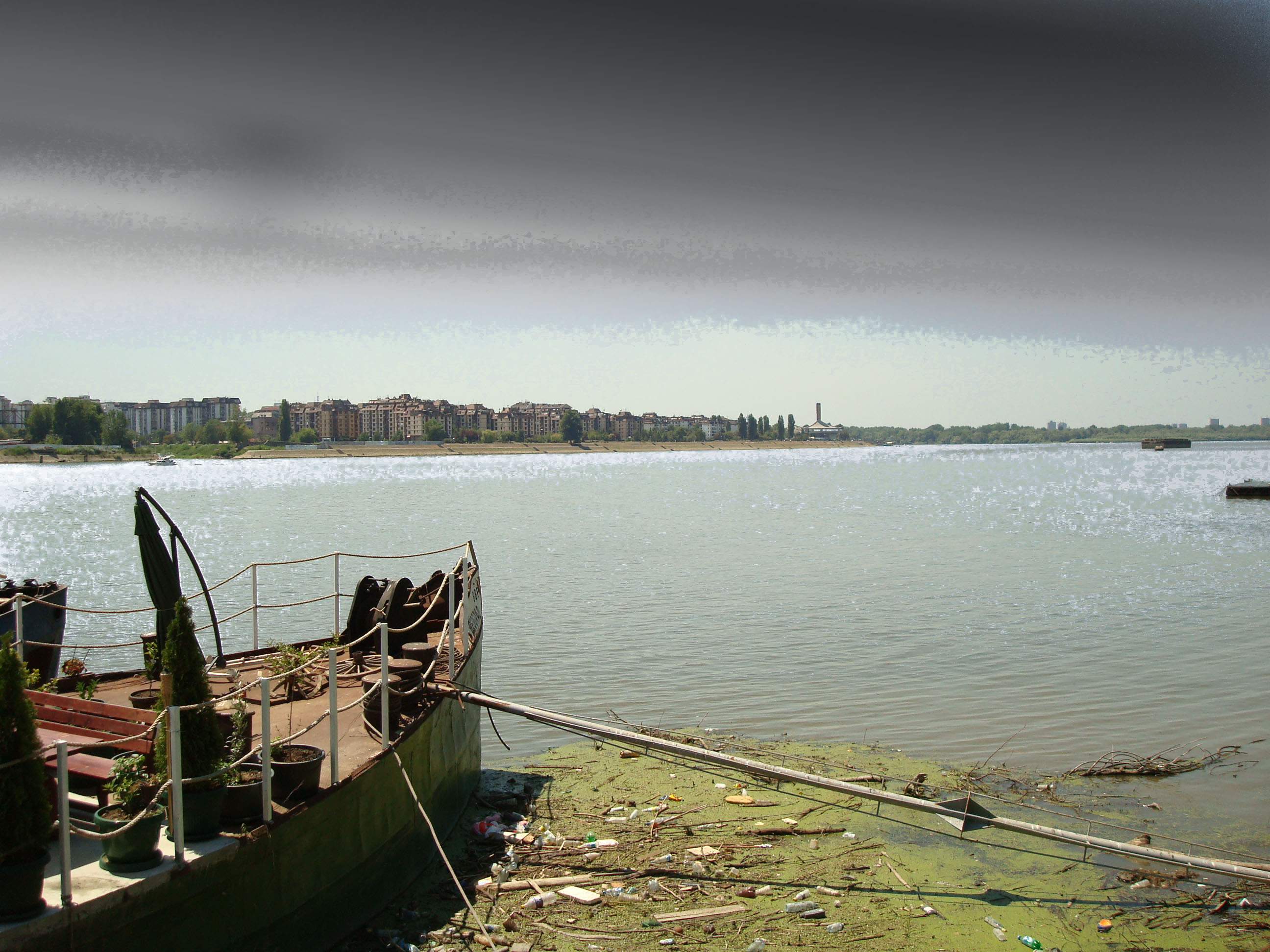
Pohled na Dorćol z Dunaje

Dorćol (v srbské cyrilici Дорћол) je městská část v Bělehradu, metropoli Srbska. Nachází se východně od centra města, na břehu řeky Dunaje. Administrativně je součástí městské opštiny Stari Grad (Staré město).
Rozděluje se na dolní (Donji Dorćol), který se nachází v blízkosti Dunaje a horní (Gornji Dorćol), který tvoří část dnešního centra města.

## Etymologie
Název této čtvrti pochází z tureckého slova dört (čtyři) a yol (cesta) a původně znamenalo čtyři cesty, nebo křižovatka. Obdobně se jmenuje město Dörtyol v současném Turecku; podobný historický název byl do srbštiny zkomolen do dnešní podoby.

## Historie
Dorćol byl během období turecké vlády nad západním Balkánem Turky obydlenou čtvrtí Bělehradu (čímž se odlišoval od břehu Sávy, kde se nachází např. Terazije, které byly obydlené pravoslavnými Srby). Kromě toho zde žila početná židovská komunita, podle níž dnes nese název ulice Jevrejska, která se na Dorćolu nachází. Židé přišli na Dorćol v 15. a 16. století Dále tu byla pak i menšina armánská. Multikulturní charakter si tato čtvrť udržela ještě nějakou dobu poté, co Srbsko vyhlásilo v 19. století nezávislost. V krátkém období rakouské okupace Srbska v letech 1717-1739 měl na Dorćolu sídlo rakouský vojenský velitel Srbska. S rakouskou správou přišla také celá řada německých rodin. Turecké obyvatelstvo bylo vystěhováno.
Během první světové války byl Dorćol posledním místem, kde se srbské vojsko bránilo před jednotkami Rakousko-Uherska po útoku na Bělehrad v roce 1915.
Dorćol trpěl značné škody také během bombardování Jugoslávie v dubnu 1941. Těžce poničen byl chrám svatého Alexandra Něvského, který řada místních obyvatel používala po jistou dobou jako kryt. Místní Židé byli po příchodu německé armády označeni žlutými hvězdami a odvezeni do koncentračních táborů Staro sajmište nebo Banjica.
Obnova Dorćolu po válce se uskutečnila již v dobách socialistické Jugoslávie. Celá čtvrť byla do značné míry přebudována a vznikla spousta administrativních nebo obytných budov funkcionalistického, či brutalistického střihu. V roce 1974 byl v blízkosti Dunaje vybudováno sportovní centrum.

## Ekonomika a doprava
Západní a severní části čtvrti plní dnes charakter obytných čtvrtí. Východní část Dorćolu spolu s břehem Dunaje slouží pro účely dopravy a průmyslu. Nacházejí se tam početné sklady a dílny bělehradského dopravního podniku, vodáren a služeb kanalizace, teplárna, logistická centra, překladiště aj. Na západním okraji Dorćolu ohraničuje tuto průmyslovou část čtvrti bývalá textilní továrna Beko, která dnes slouží jako alternativní výstavní prostor.[zdroj?]
Podél Dunaje vede také železniční trať, která obchází známý soutok řek Sávy a Dunaje u pevnosti Kalemegdan. Trať poté prochází do Dorćolu směrem k Pančevskému mostu. Promenáda na břehu Dunaje nese název podle Gavrila Principa a patří k známým místem pro relaxaci v srbské metropoli.
Hlavní dopravní osou čtvrti je ulice Cara Dušana.

## Významné objekty
- Velika škola, nejstarší vysoká škola v Srbsku
- Mešita Bajrakli, poslední dochovaná historická mešita v Bělehradě
- Bělehradská burza, dnes sídlo Etnografického muzea
- První bělehradské gymnázium z roku 1938.
- Budova urbanistického úřadu
- Kapetan-Mišino zdanje, dnes rektorát Bělehradské univerzity
- Židovské muzeum
- Galerie fresek
- Chrám svatého Alexandra Něvského

Na Dorćolu se také nachází nejstarší dům v Bělehradě, který byl vybudován v letech 1717-1724.